# Svéd könnyűzene

## Pop
Az ABBA volt a világ legismertebb és legjobban szeretett svéd együttese. Tagjai Agnetha Fältskog, Björn Ulvaeus, Anni-Frid Lyngstad és Benny Andersson. Az ABBA-val a svédek zenei történelmet írtak mikor 1974-ben először nem angolszász együttesként megnyerték az Eurovíziós Dalversenyt. Az ABBA több mint 380 millió lemezt adtak el és ez a szám a mai napig növekszik, előttünk csak a The Beatles-van akik évente 2-3 millió lemezt adnak el világszerte. Svédország az egyik legjelentősebb exportálója a pop zenének, és ezzel a harmadik Amerika és Anglia mögött, bár ez nem mindig sikerül nekik. Az ABBA együttesből a két zeneszerző még a musical írásban is tud alkotni, mint például a világszerte ismert Mamma Mia! amiből film is készült, de ők írták még a Chess című musicalt Tim Rice-szal és a Kristina från Duvemåla-t, aminek az angol változatát nemsokára bemutatják a Broadway-n.
De több svéd együttes van még, akik sok eredményt értek vagy érnek el mostanában, mint például a Roxette, The Wannadies, Ace of Base, Kent, Carola Häggkvist, Army of Lovers, Eagle-Eye Cherry, A*Teens, The Cardigans, Europe, Bodies Without Organs, Alcazar és a Play.
Néhány svéd együttesből az énekesek szólóban is sikeresek voltak mint Gyllene Tider, Peter Jöback, Lill-Babs Svensson, Marie Fredriksson, Per Gessle, Ted Gärdestad, Helen Sjöholm, Lena Philipsson, Patrik Isaksson, Agnes Carlsson, Élena Paparízu (Helena Paparizou), Robyn, Nanne Grönvall. Néhány svéd zeneszerző mint Max Martin és az ő későbbi mentora Denniz Pop, sok zenét írt a Backstreet Boys-nak és Britney Spears-nek.

## Közkedvelt könnyűzenei előadók
- ABBA - pop/diszkó
- Adam Tensta – hiphop
- ALPHA 60 – indie rock
- Amon Amarth - death metal
- Anna Ternheim – indiepop
- AronChupa - House/Hiphop/electropop/pop
- Backyard Babies – rock
- bob hund – indie/electronic rock
- BWO – elektro/pop/dance/synth
- The Cardigans – pop-rock
- Danny Saucedo – pop
- Darin Zanyar – pop
- Eric Saade – elektro-pop, funky-pop
- Europe - hard rock
- Fear of Love – indie pop
- Ghost – pszichedelikus rock, doom metal
- Håkan Hellström – indiepop
- HammerFall – heavy/power metal
- Hardcore superstar – sleaze rock-/hardrock
- The Hives – rock
- Icona Pop – pop, elektronikus
- Jeniferever – indie rock, post-rock
- Jens Lekman – indie pop
- Johnossi – rock
- Kleerup – pop
- The Knife – electropop
- Lasse Lindh – indie pop
- Lazee – hiphop
- The Legends – indie rock
- Loreen – pop
- Lykke Li – indie/electropop
- Mando Diao – rock
- Markus Krunegård – pop
- Millencolin – skatepunk
- Molly Sandén – pop
- Moneybrother - rock
- Neverstore – skatepunk/rockband
- Peter Bjorn and John – indierock
- Robyn – pop
- Sabaton – power metal
- Sahara Hotnights – rock
- Sally Shapiro – electronic, synthpop
- Shout Out Louds – indiepop
- Slagsmålsklubben "SMK" – bitpop
- The Sounds – rock
- Suburban Kids with Biblical Names – twee pop, indie pop
- Takida – rock
- Teddybears/Teddybears Stockholm - rock/electronica/crossover
- The Radio Dept. – dream pop, shoegaze
- The Sound of Arrows – indie
- The Tallest Man on Earth – folk
- The Tough Alliance – indie pop, electropop, electronica
- Those dancing days – pop
- Timo Räisänen – indierock
- Zara Larsson - pop/dance

## Eladott lemezek összesen
| Helyezés | Együttes                  | Eladott Lemezek Száma | Műfaj            | Aktív Évek                            |
| -------- | ------------------------- | --------------------- | ---------------- | ------------------------------------- |
| 1.       | ABBA                      | 300 millió felett     | Pop              | 1972 – 1982                           |
| 2.       | Roxette                   | 70 millió felett      | Pop rock         | 1986-tól mostanáig                    |
| 3.       | Ace of Base               | 50 millió felett      | Eurodance        | 1990-től mostanáig                    |
| 4.       | Europe (együttes)\|Europe | 20 millió felett      | Glam rock        | 1979 – 1992; 1999; 2003-tól mostanáig |
| 5.       | The Cardigans             | 15 millió felett      | Alternative rock | 1992-től mostanáig                    |

### Eladott albumok országszerte
| Helyezés | Előadó      | Világszerte Eladott Lemezek | Angliában Eladott Lemezek | Amerikában Eladott Lemezek | Németországban Eladott Lemezek |
| -------- | ----------- | --------------------------- | ------------------------- | -------------------------- | ------------------------------ |
| 1        | ABBA        | 120,000,000                 | 7,160,000                 | 10,500,000                 | 9,800,000                      |
| 2        | Roxette     | 45,000,000                  | 1,660,000                 | 2,700,000                  | 4,900,000                      |
| 3        | Ace of Base | 32,000,000                  | 660,000                   | 10,000,000                 | 1,750,000                      |

### Legkeresettebb lemez és válogatásalbumok
| Helyezés | Év   | Album                   | Előadó      | Eladott Példányszám |
| -------- | ---- | ----------------------- | ----------- | ------------------- |
| 1.       | 1992 | Gold                    | ABBA        | 27 millió felett    |
| 2.       | 1993 | The Sign / Happy Nation | Ace Of Base | 23 millió felett    |
| 3.       | 1991 | Joyride                 | Roxette     | 12 millió felett    |
| 4.       | 1976 | Greatest Hits Vol. I    | ABBA        | 11,3 millió felett  |
| 5.       | 1976 | Arrival                 | ABBA        | 10 millió felett    |
| 6.       | 1988 | Look Sharp!             | Roxette     | 10 millió felett    |
| 7.       | 1980 | Super Trouper           | ABBA        | 7,5 millió felett   |
| 8.       | 1979 | Voulez-Vous             | ABBA        | 7 millió felett     |
| 9.       | 1978 | The Album               | ABBA        | 7 millió felett     |
| 10.      | 1992 | Tourism                 | Roxette     | 7 millió felett     |

## Legnagyobb sikerek

### Legjobb dalok
| # | Előadó      | Szám Címe                | Év   |
| - | ----------- | ------------------------ | ---- |
| 3 | ABBA        | "Waterloo"               | 1974 |
| 2 | ABBA        | "S.O.S"                  | 1975 |
| 1 | ABBA        | "Dancing Queen"          | 1976 |
| 4 | ABBA        | "Fernando"               | 1976 |
| 4 | Roxette     | "The Look"               | 1989 |
| 5 | Roxette     | "It Must Have Been Love" | 1990 |
| 3 | Roxette     | "Joyride"                | 1991 |
| 4 | Ace of Base | "All That She Wants"     | 1993 |
| 5 | Ace of Base | "The Sign"               | 1994 |
| 3 | Rednex      | "Cotton Eye Joe"         | 1994 |

### Amerikai és angol sikerszámok
Ez a lista a Billboard 100-as és az angliai nemzeti lista segítségével lett összeállítva.
| Év   | Cím                       | Egyes chart-ok helyezései | Egyes chart-ok helyezései | Előadó      |
| Év   | Cím                       | Anglia                    | Amerika                   | Előadó      |
| ---- | ------------------------- | ------------------------- | ------------------------- | ----------- |
| 1974 | "Hooked on a Feeling"     | -                         | 1                         | Blue Swede  |
| 1974 | "Waterloo"                | 1                         | 6                         | ABBA        |
| 1975 | "Mamma Mia"               | 1                         | 32                        | ABBA        |
| 1976 | "Fernando"                | 1                         | 13                        | ABBA        |
| 1976 | "Dancing Queen"           | 1                         | 1                         | ABBA        |
| 1977 | "Knowing Me, Knowing You" | 1                         | 14                        | ABBA        |
| 1977 | "The Name of the Game"    | 1                         | 12                        | ABBA        |
| 1978 | "Take a Chance on Me"     | 1                         | 3                         | ABBA        |
| 1980 | "The Winner Takes It All" | 1                         | 8                         | ABBA        |
| 1980 | "Super Trouper"           | 1                         | 45                        | ABBA        |
| 1986 | "The Final Countdown"     | 1                         | 8                         | Europe      |
| 1989 | "The Look"                | 7                         | 1                         | Roxette     |
| 1989 | "Listen to Your Heart"    | 6                         | 1                         | Roxette     |
| 1990 | "It Must Have Been Love"  | 3                         | 1                         | Roxette     |
| 1991 | "Joyride"                 | 4                         | 1                         | Roxette     |
| 1993 | "All That She Wants"      | 1                         | 2                         | Ace of Base |
| 1994 | "The Sign"                | 2                         | 1                         | Ace of Base |
| 1994 | "Cotton Eye Joe"          | 1                         | 25                        | Rednex      |
| 2004 | "Call on Me"              | 1                         | -                         | Eric Prydz  |
| 2007 | "With Every Heartbeat"    | 1                         | -                         | Robyn       |
| 2007 | "Now You're Gone"         | 1                         | -                         | Basshunter  |

## Elektronikus Zene
- Alesso – progresszív house
- Avicii – house / alternatív / modern pop
- Axwell – progresszív house
- Basshunter – modern pop / eurotrance
- Cazzette – techno
- Dada Life - house
- Eric Prydz - house/techno
- Otto Knows – progresszív house
- Swedish House Mafia – modern pop / house
- Wasted Penguinz - hardstyle